# Giếng thánh

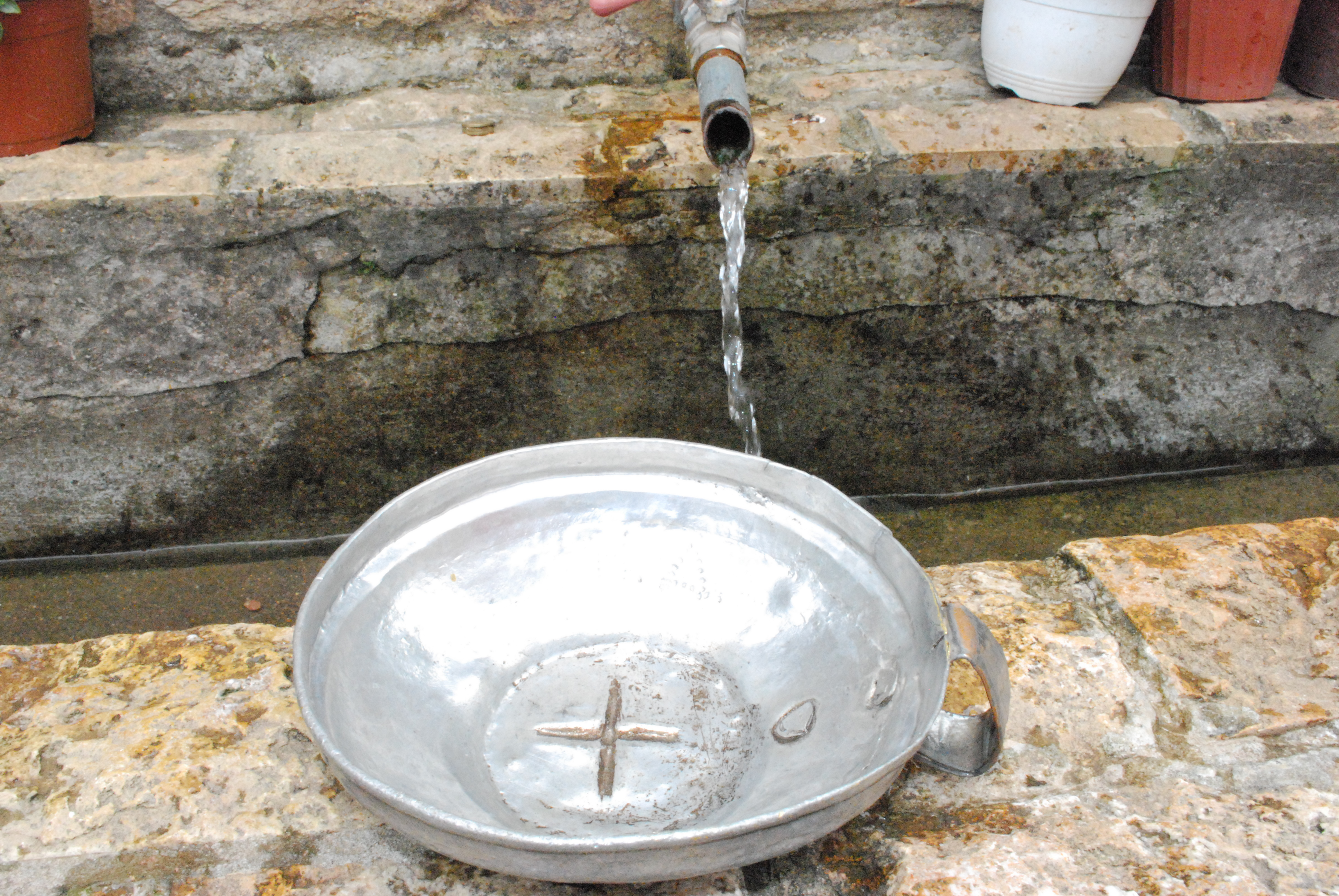
Lấy nước thánh chảy ra từ giếng thánh ở Tu viện Kičevo

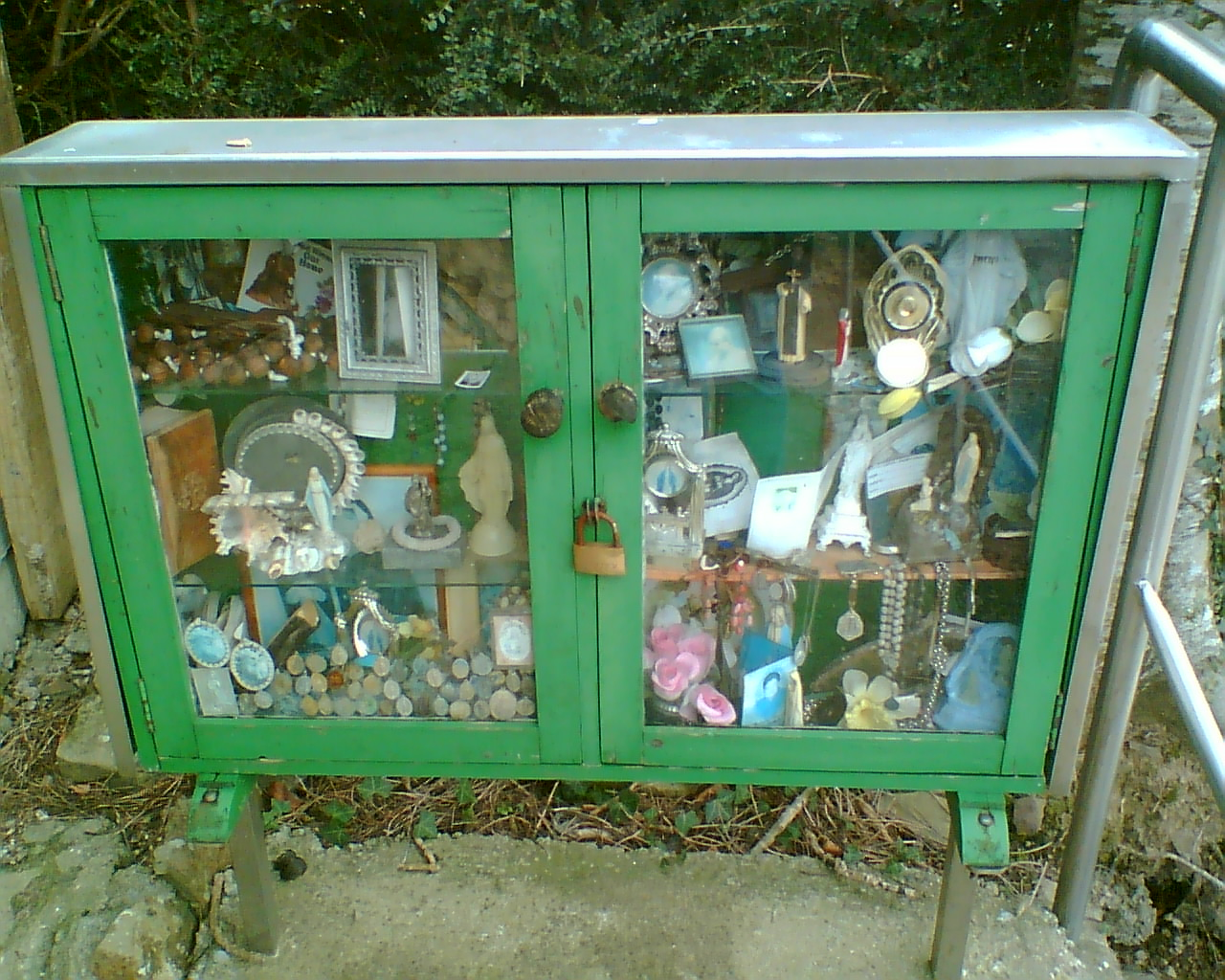
Các đồ cúng để lại tại giếng thánh St. Brigid's, gần Buttevant, thuộc hạt Cork, Ireland

Giếng thánh (Holy well) hay Suối thiêng (Sacred spring) là những cái giếng, dòng suối hoặc ao nước nhỏ mà được người ta tôn kính trong bối cảnh Cơ Đốc giáo hoặc Ngoại giáo (Pagan) hoặc đôi khi là cả hai. Nước thánh múc từ giếng thánh thường được cho là có khả năng chữa bệnh nhờ sự hiện diện thần thánh của thần hộ mệnh hoặc vị thánh Cơ Đốc giáo. Thường có những truyền thuyết địa phương gắn liền với các vị thánh, ví dụ như trong truyền thuyết Cơ đốc giáo, nước ở đây thường được cho là do một vị thánh hành động khiến cho nước trong nguồn chảy ra. Giếng thánh cũng thường là nơi tổ chức nghi lễ và hành hương, là nơi người ta cầu nguyện và để lại đồ cúng. Giếng thánh dưới nhiều hình thức khác nhau xuất hiện ở nhiều nền văn hóa, môi trường tôn giáo và thời kỳ lịch sử khác nhau đến mức dường như việc tôn kính nguồn nước là một bản năng phổ biến của con người.

## Tổng quan
Có nhiều bằng chứng về tầm quan trọng của giếng và suối thiêng ở La Mã và thời kỳ cận La Mã, không chỉ ở các khu phức hợp đền thờ như Bath (Somerset), Chedworth (Gloucestershire) và Blunsdon Ridge (Wiltshire) có con suối chữa bệnh, nhưng có nhiều địa điểm nhỏ hơn có những cái các giếng và trục nghi lễ được dùng các nghi lễ phụ tôn giáo. Ở các vùng Celtic thì những dải vải thường được buộc vào cây ước nguyện ở cạnh giếng thánh, được gọi là giếng Clootie. Giếng Thánh Bernard tại Stockbridge gần Edinburgh đã có năm từ 1800. 
Trong tiếng Anh thì thuật ngữ Haeligewielle có nguồn gốc từ một địa danh Anglo-Saxon gắn liền với các dòng suối cụ thể trong một cảnh quan việc sử dụng hiện tại của cụm từ này đã phát sinh thông qua các học giả văn hóa dân gian, các nhà nghiên cứu đồ cổ và các nhà văn khác khái quát từ những Giếng thánh thực tế đó, còn tồn tại cho đến kỷ nguyên thời hiện đại, ngoài ra thì thuật ngữ hố thánh (Holy-hole)  đôi khi cũng được sử dụng. Cơ đốc giáo đã ảnh hưởng mạnh mẽ đến các giếng thánh ở Châu Âu và Trung Đông. Vì chúng có mối liên hệ chặt chẽ với việc sùng bái các vị thánh, nhiều giếng ở các quốc gia chuyển đổi sang hình thức Tin lành của Cơ đốc giáo đã không còn được sử dụng, Giếng Thánh tại Walsingham (Norfolk) vốn là một yếu tố không thể thiếu trong cuộc hành hương đến đền thờ Đức Trinh Nữ Maria trong làng, đã biến mất hoàn toàn.

## Chú thích

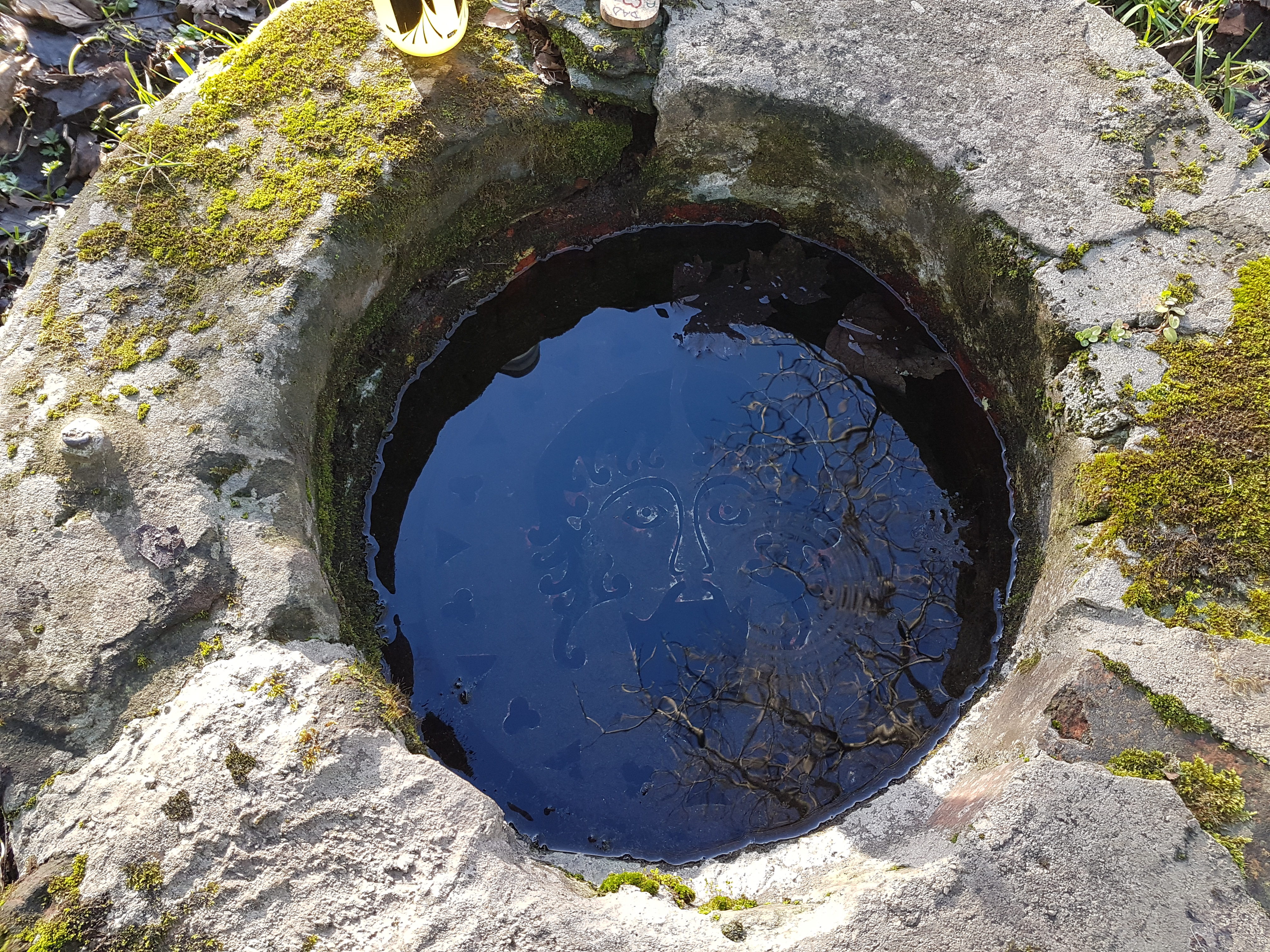
Giếng thánh St Queran